# Amateru
Amateru (Epsilon Tauri b) – planeta typu gazowy olbrzym orbitująca wokół gwiazdy Epsilon Tauri (Ain).

## Nazwa
Nazwa własna planety, Amateru, została wyłoniona w publicznym konkursie. Jest to termin oznaczający świątynię japońskiej bogini Amaterasu. Zwycięską nazwę zaproponowali pracownicy Obserwatorium Astronomicznego Kamagari (Japonia).